# Liste von Bauwerken der Moderne in Salzburg
Die Liste von Bauwerken der Moderne in Salzburg gibt einen Überblick über repräsentative Bauten aus der Zeit der Moderne ab der beginnenden Zwischenkriegszeit, einschließlich Postmoderne und zeitgenössischen Strömungen, in der Stadt Salzburg.

## Zur Moderne in Salzburg
Salzburgs Innenstadt ist seit 1967 durch ein Landesgesetz, das Altstadterhaltungsgesetz, geschützt, und seit 1996 UNESCO-Welterbe (Historisches Zentrum der Stadt Salzburg), besonders um seines dominant barocken Stadtbildes willen, in dem aber auch zahlreiche Beispiele von der Romanik bis hin zur Belle Epoque vertreten sind. Diese architektonische Erscheinung als „Mozartstadt“ gehört zum Kern des touristischen Destinationsprofils, folglich gilt Salzburgs Architektur als durchaus konservativ. Bis auf etwa die Festspielhäuser als Leitbauten findet sich die Moderne primär in den Randgebieten der Stadt, teils aber auch in der Pufferzone des UNESCO-Schutzgebiets.

1983 begann, initiiert von Stadtrat Johannes Voggenhuber, eine Architekturreform, hin zu zeitgenössischem Bauen, nachdem Salzburg durch die Wohnungsnot der Nachkriegszeit städteplanerisch unkontrolliert gewachsen war. Das bekannteste Projekt aus dieser Zeit ist die Forellenwegsiedlung die von 1983 bis 1984 (Planung) und von 1987 bis 1990 (Bauzeit) an der damals äußersten Peripherie der Stadt realisiert wurde. Erst im Laufe der 2000er hielt die jüngere Moderne dann auch Einzug in die Altstadt.
Projekte innerhalb der Schutzzone beurteilt die Sachverständigenkommission zum Altstadterhaltungsgesetz zusammen mit der ICOMOS für die UNESCO, Großprojekte außerhalb der Gestaltungsbeirat der Stadt.

## Überblick

Repräsentative Beispiele
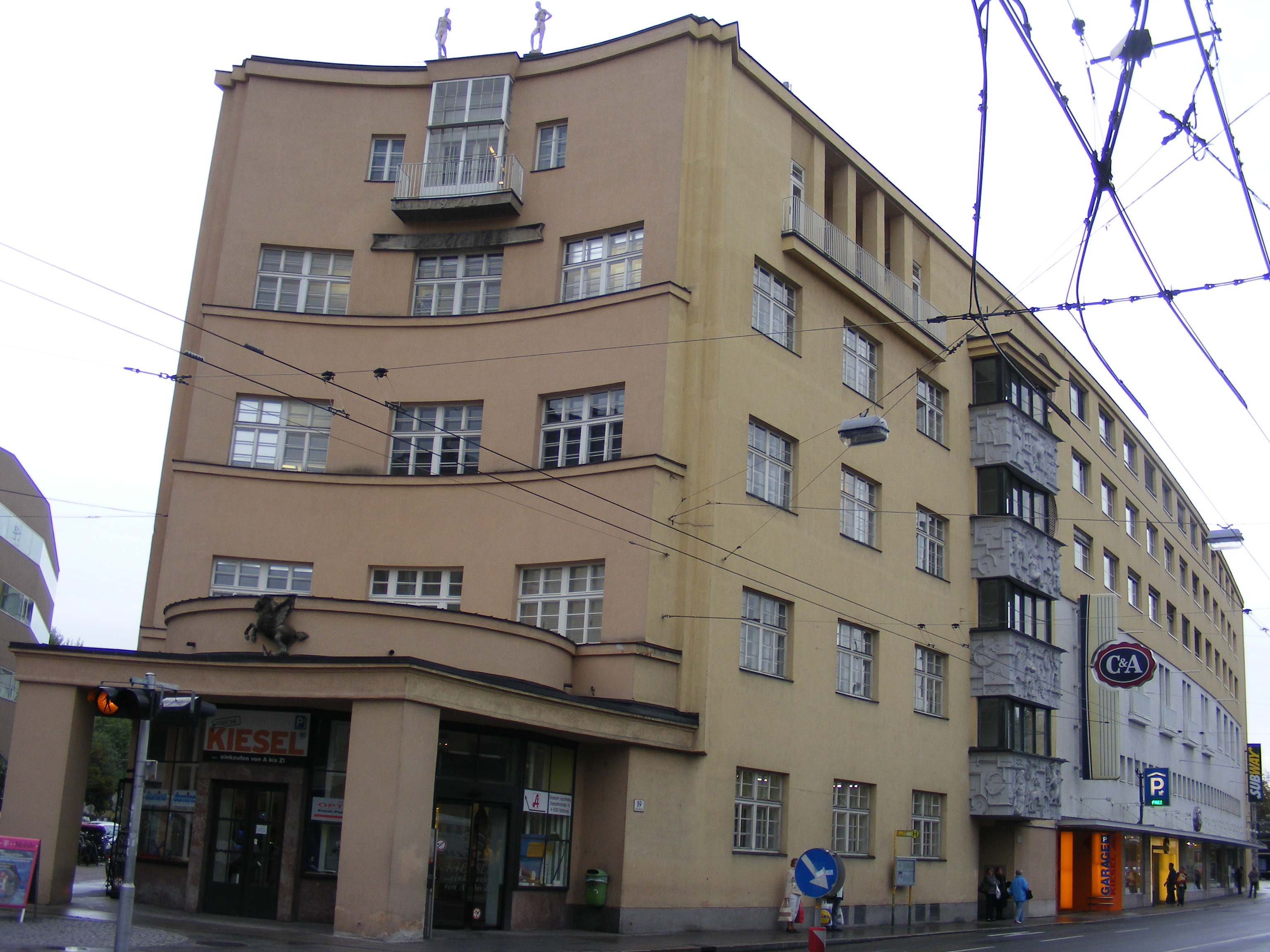
Kieselgebäude, 1924–1926/1987–89
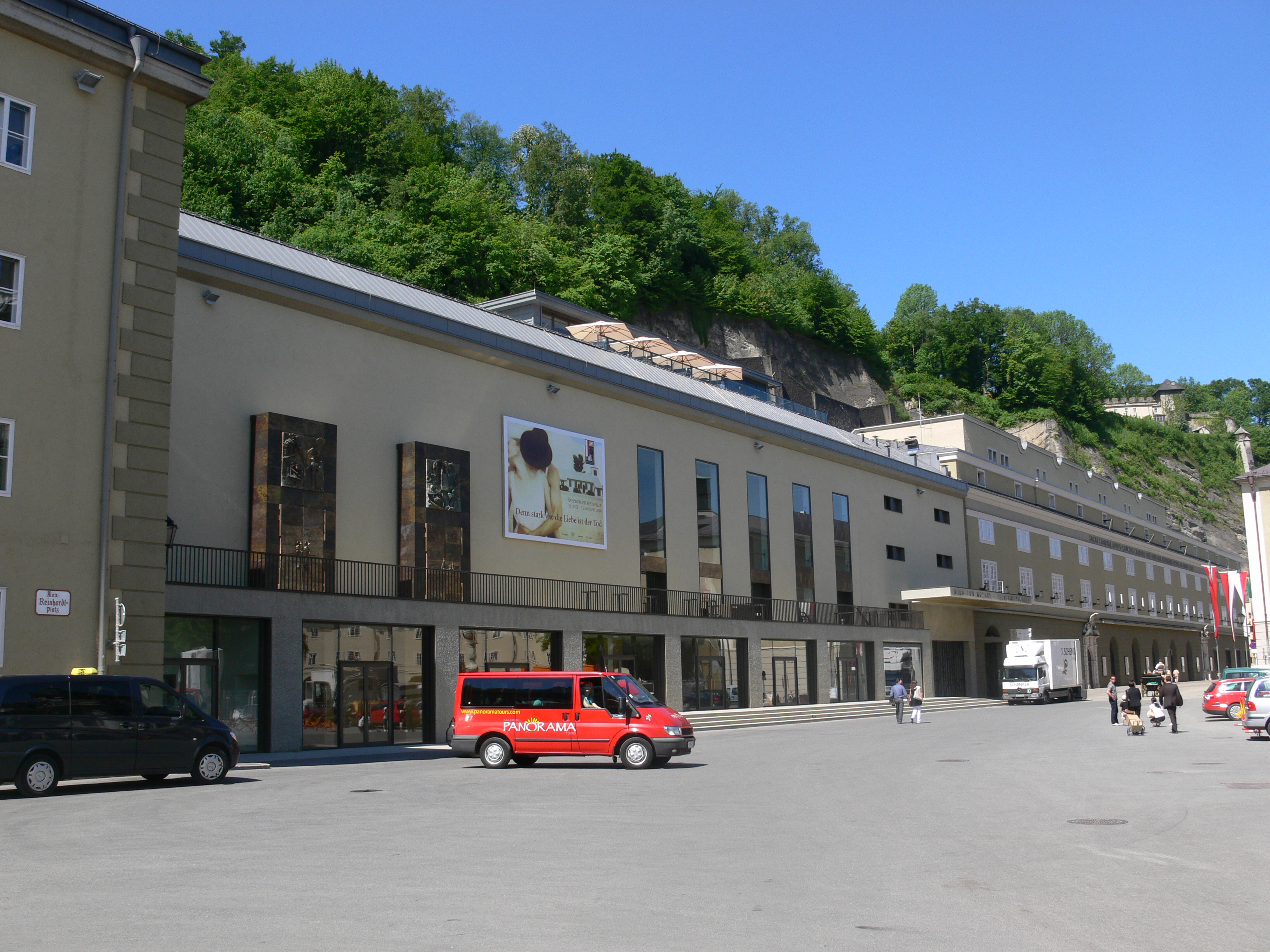
Haus für Mozart, 1925/1926/2006
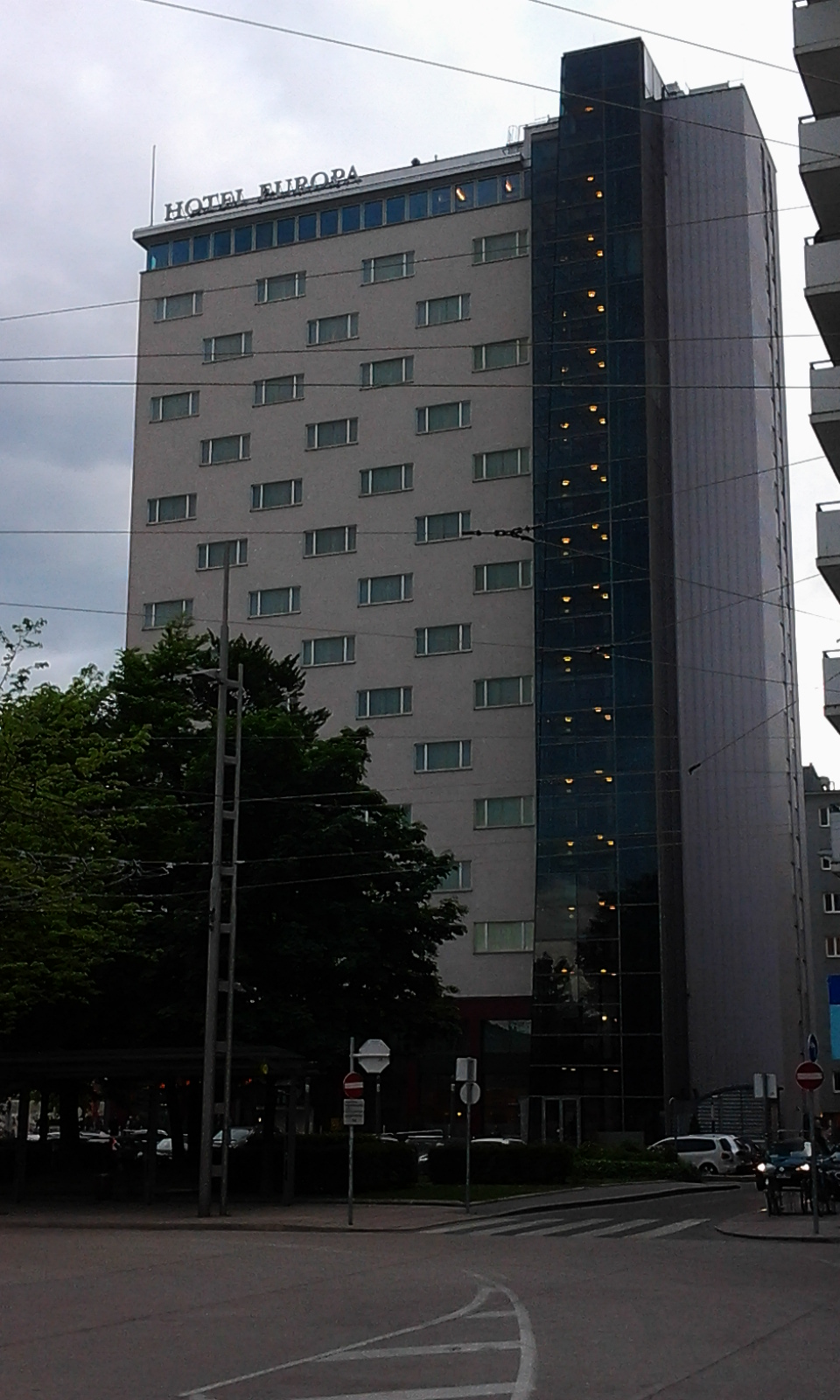
Hotel Europa, 1955–1957/1999
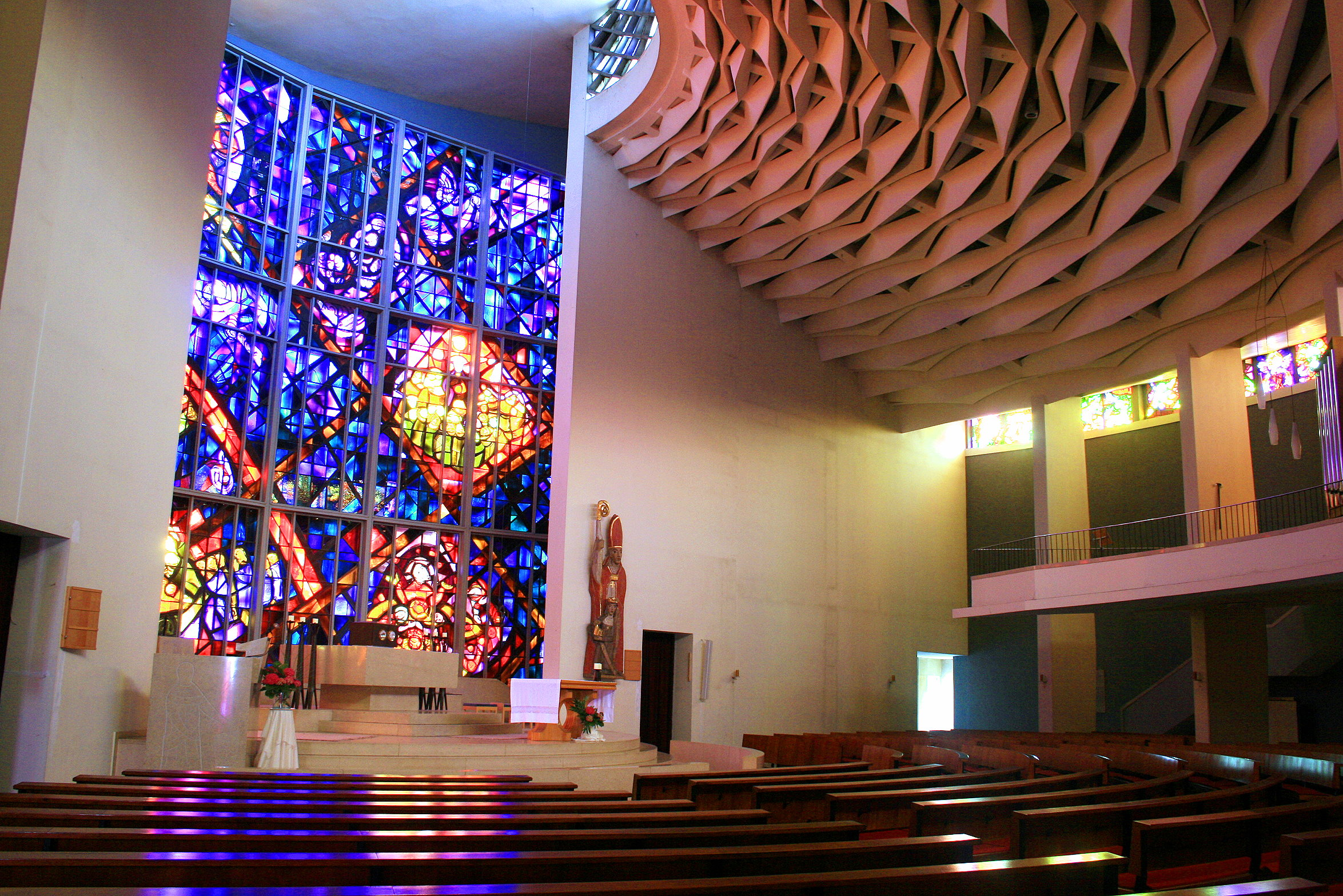
St. Erentrudis, 1960–1962
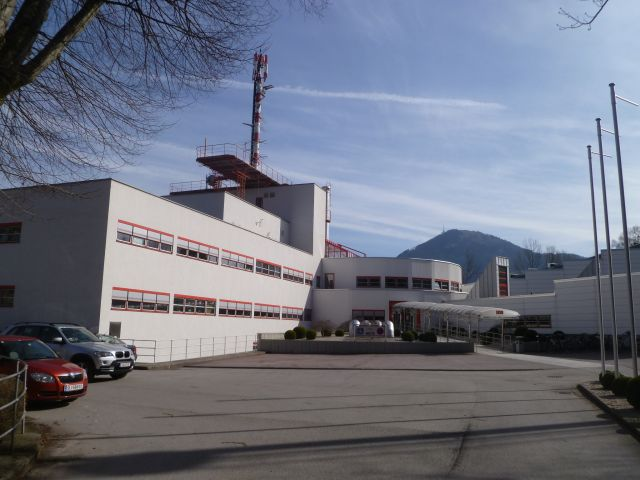
ORF-Landesstudio, 1968–1972
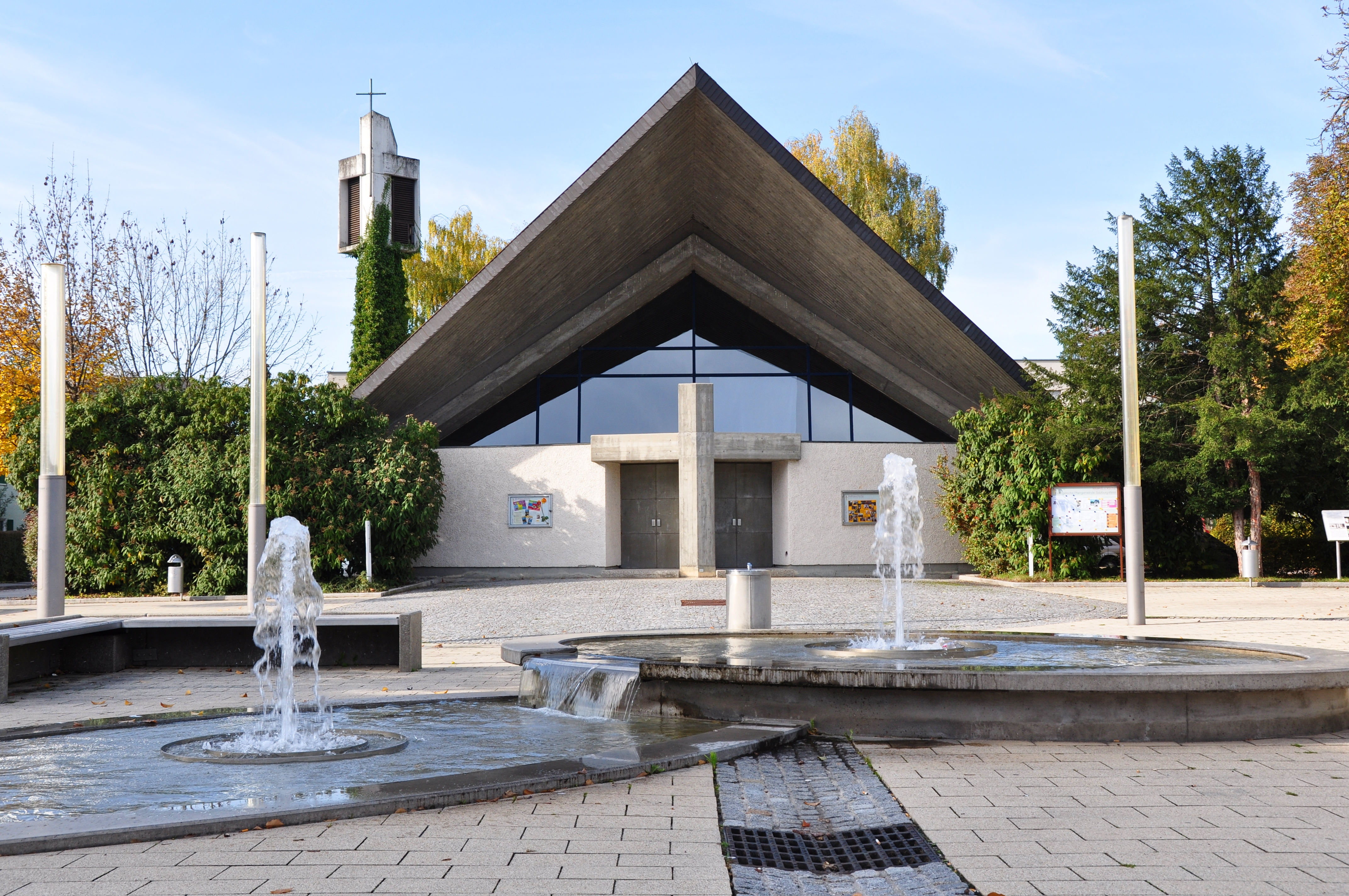
Ev. Pfarrkirche Taxham, 1969
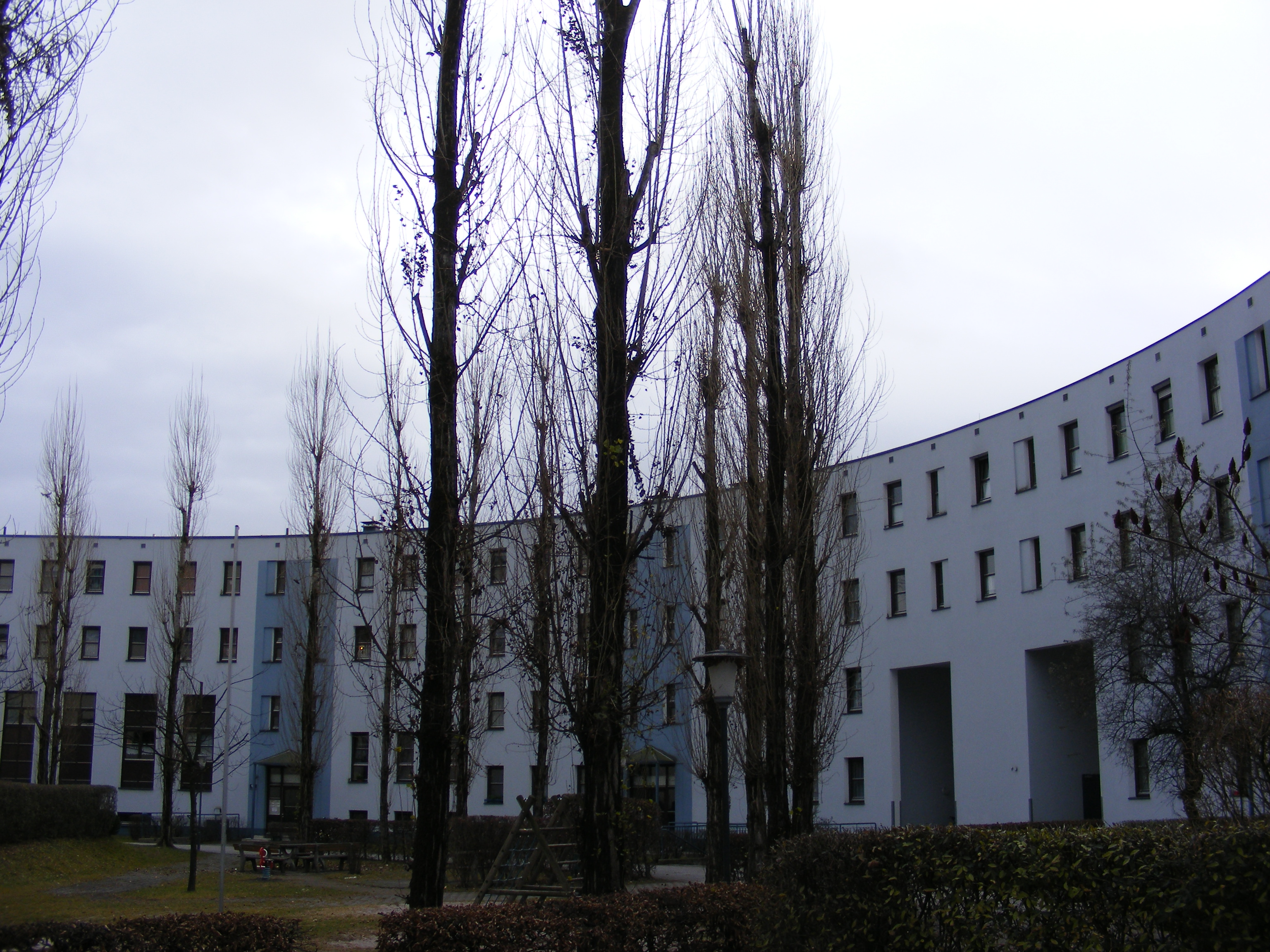
Forellenwegsiedlung 1983–1990
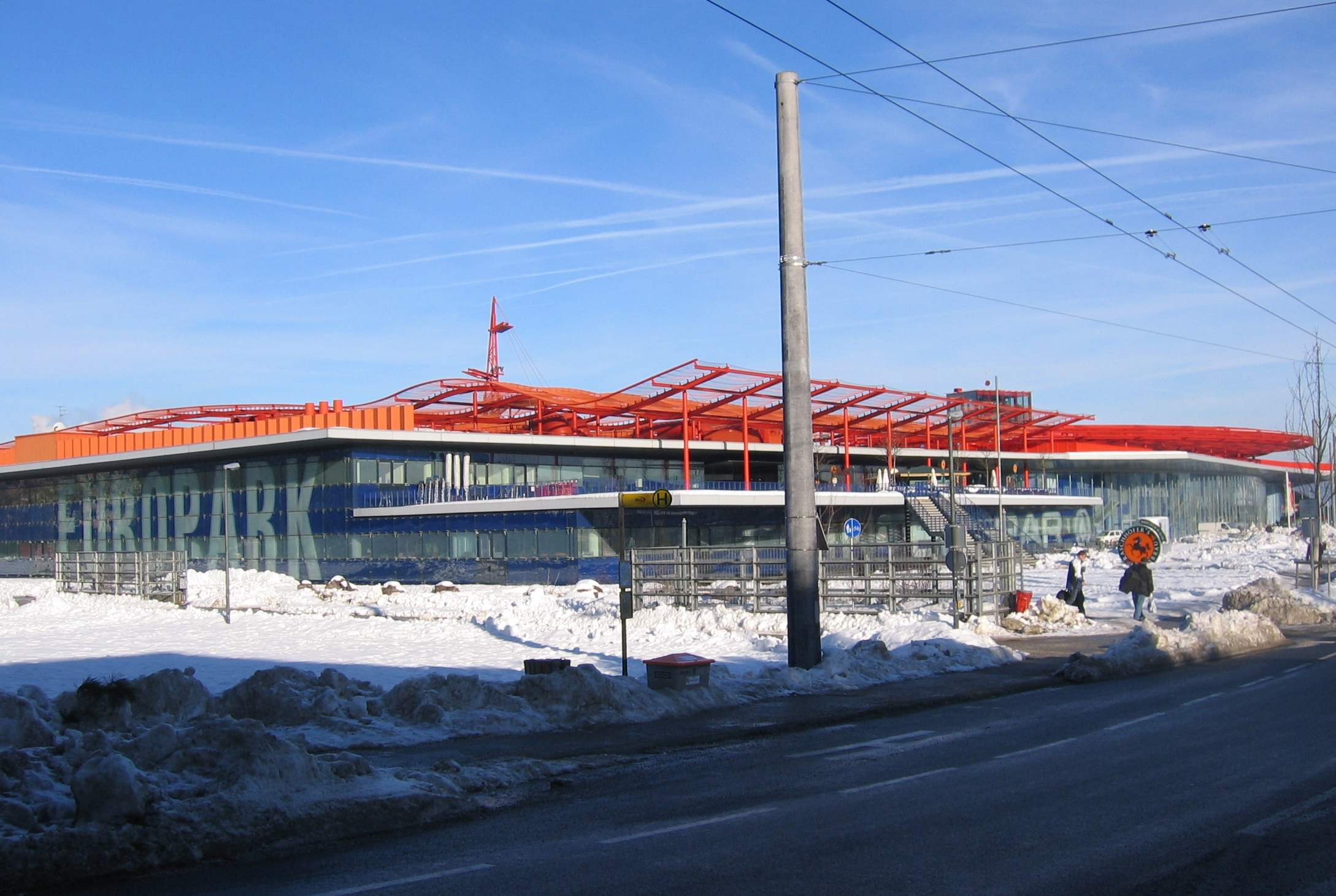
Europark, 1994–1997
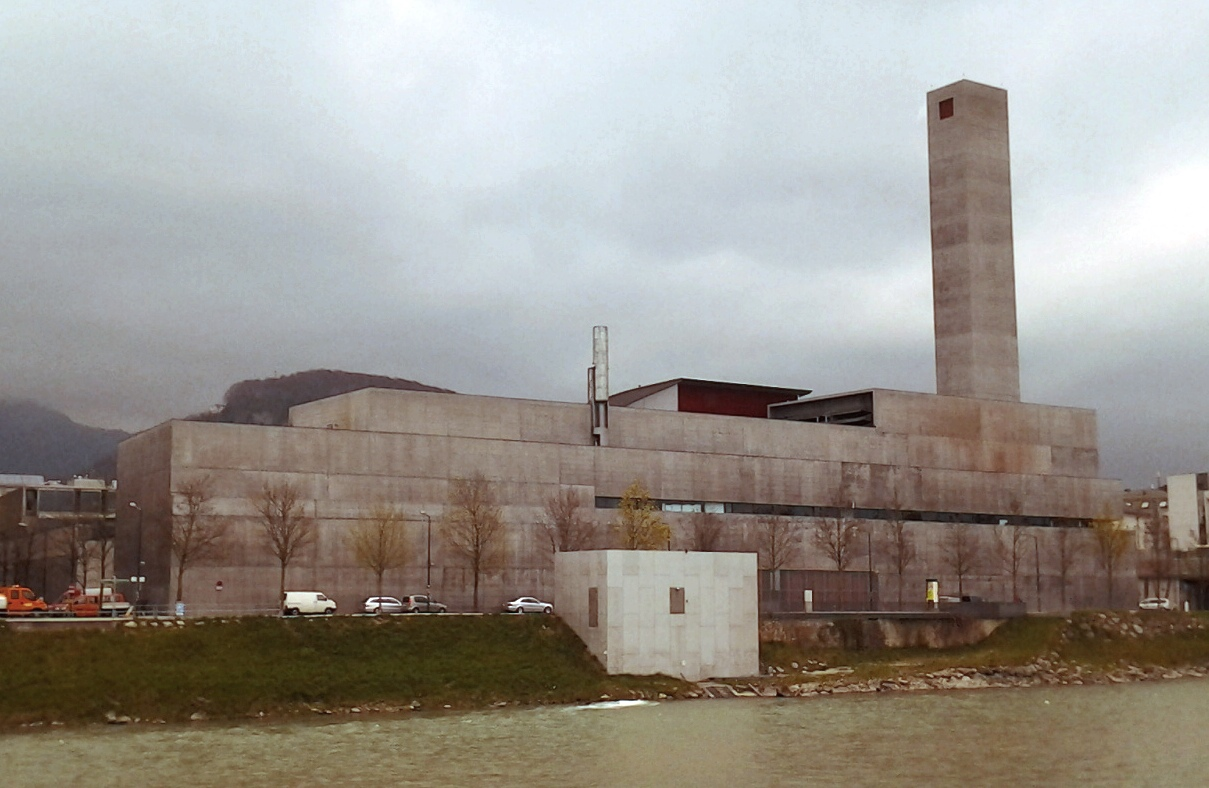
Heizkraftwerk Salzburg Mitte, 1995–2003
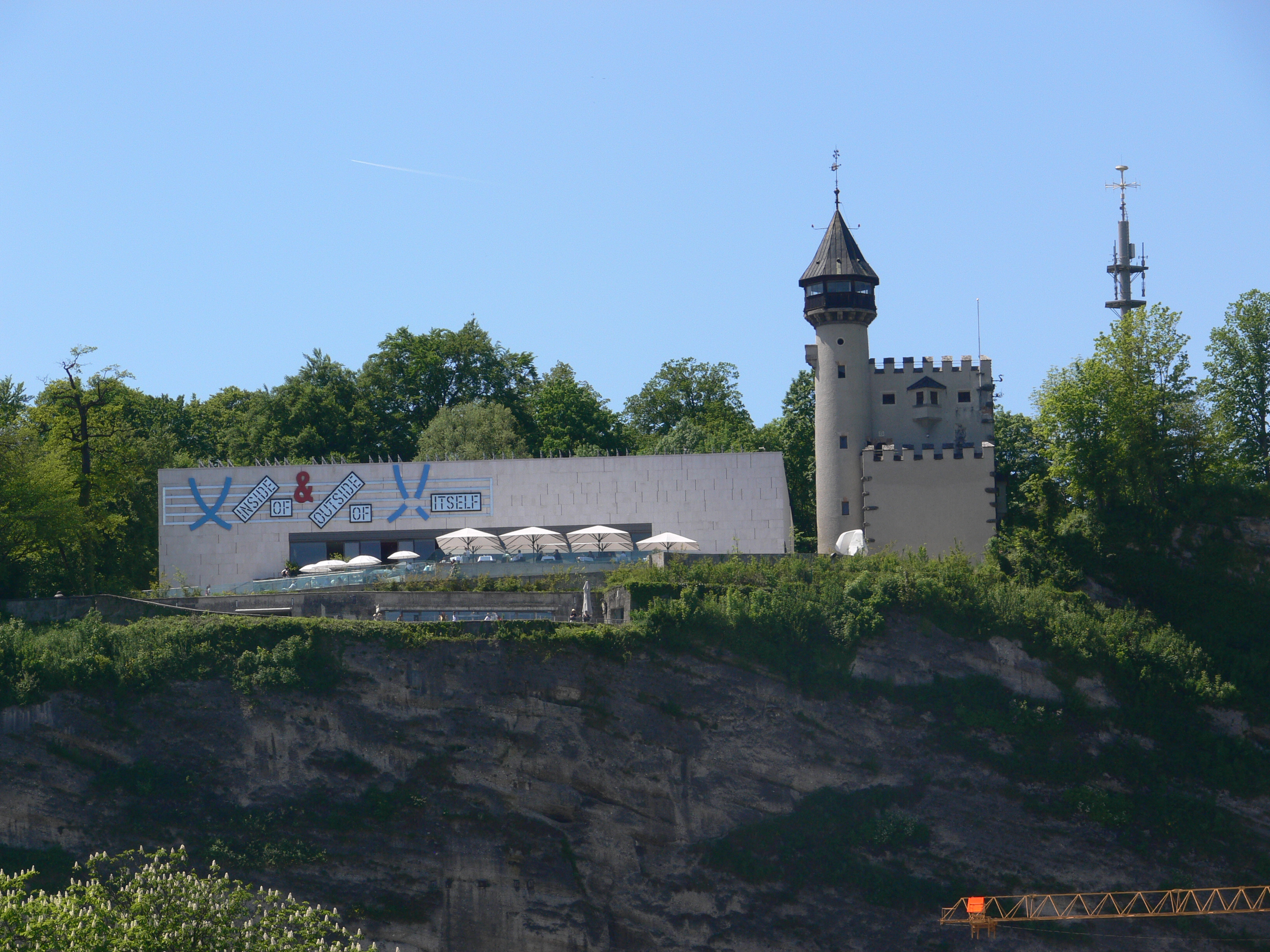
Museum der Moderne Mönchsberg 1998–2004
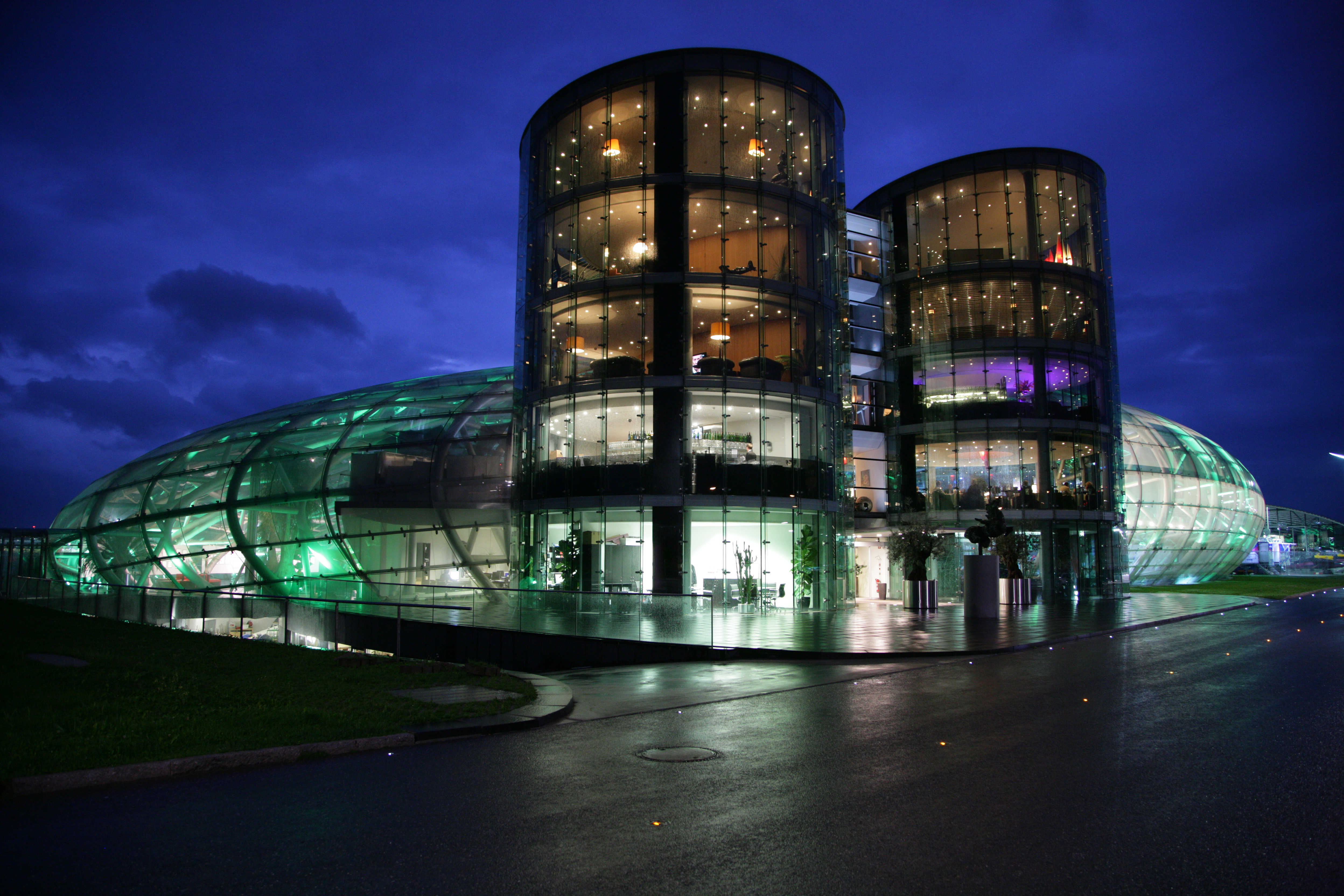
Hangar-7, 1999–2003
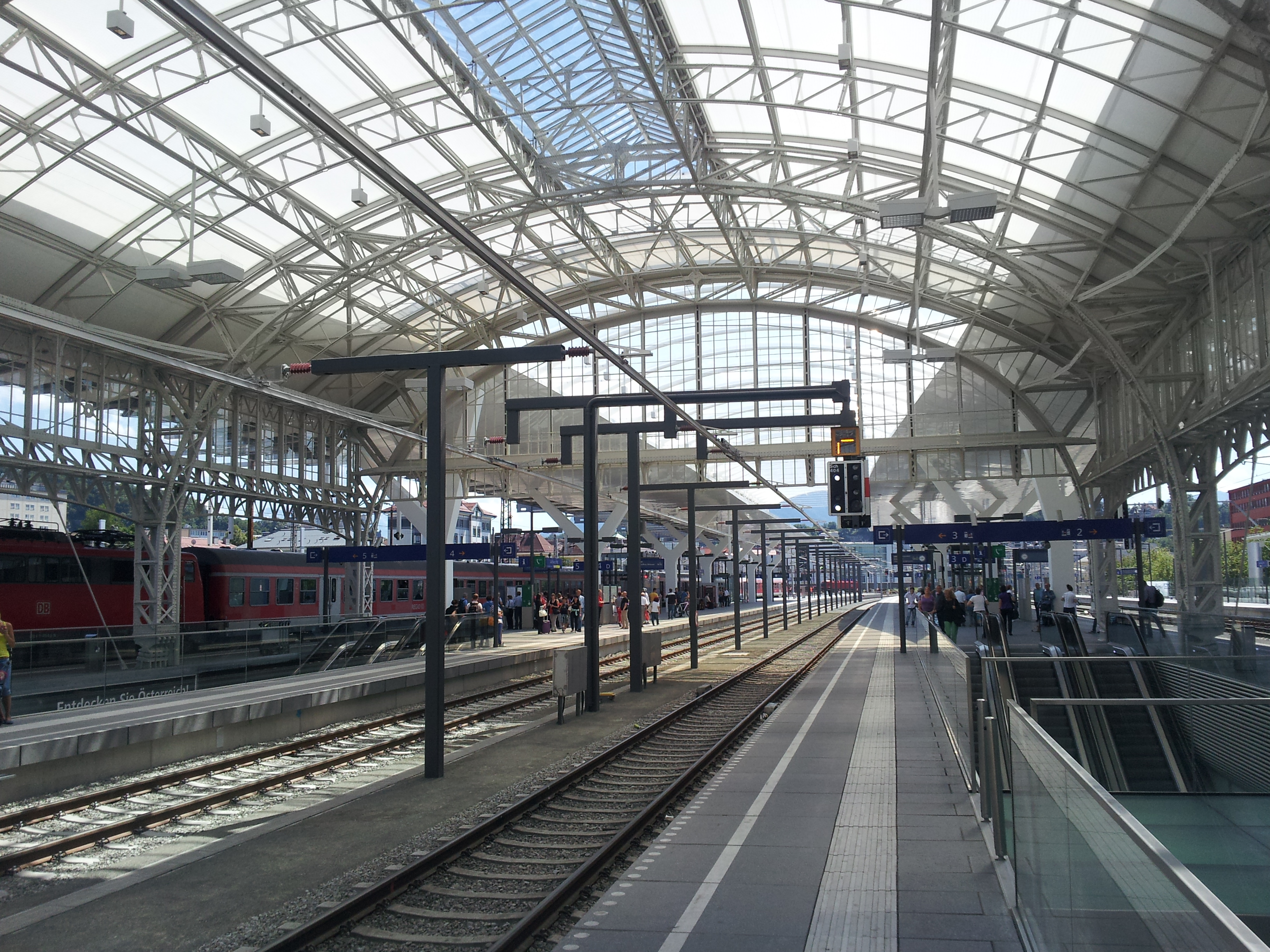
Salzburg Hauptbahnhof, 1999–2014
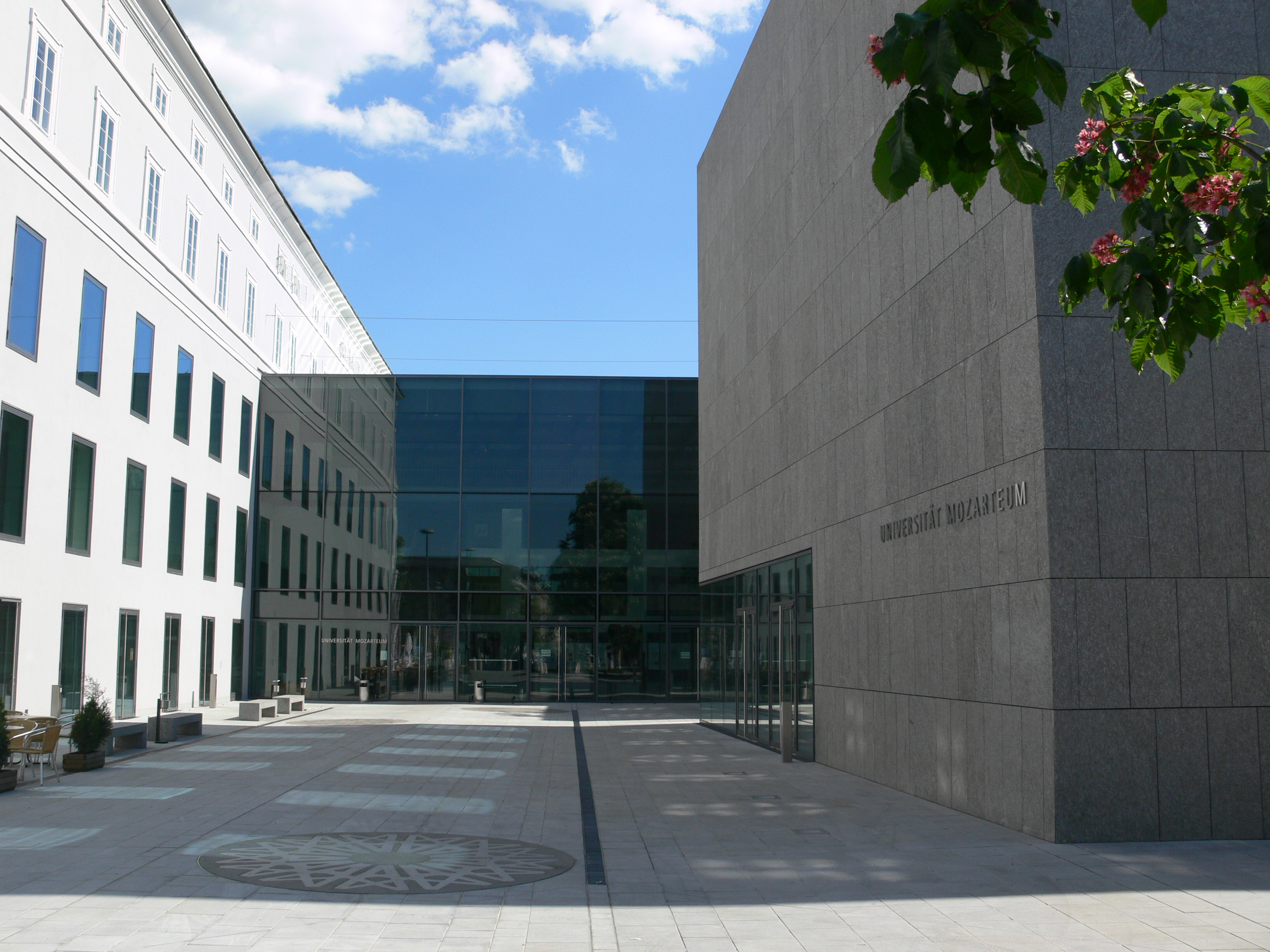
Universität Mozarteum, 2002–2006
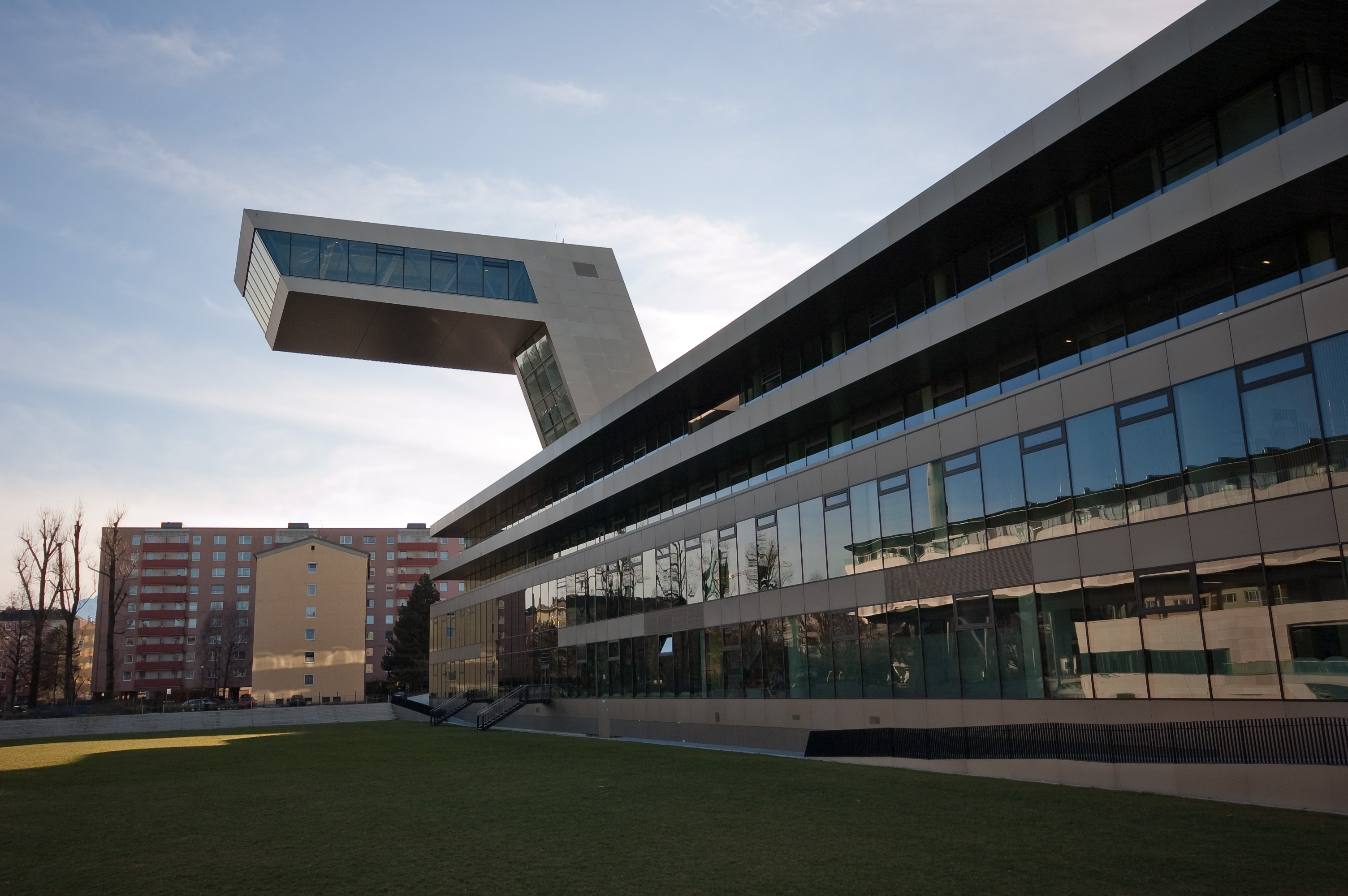
Neue Mitte Lehen, 2002–2008
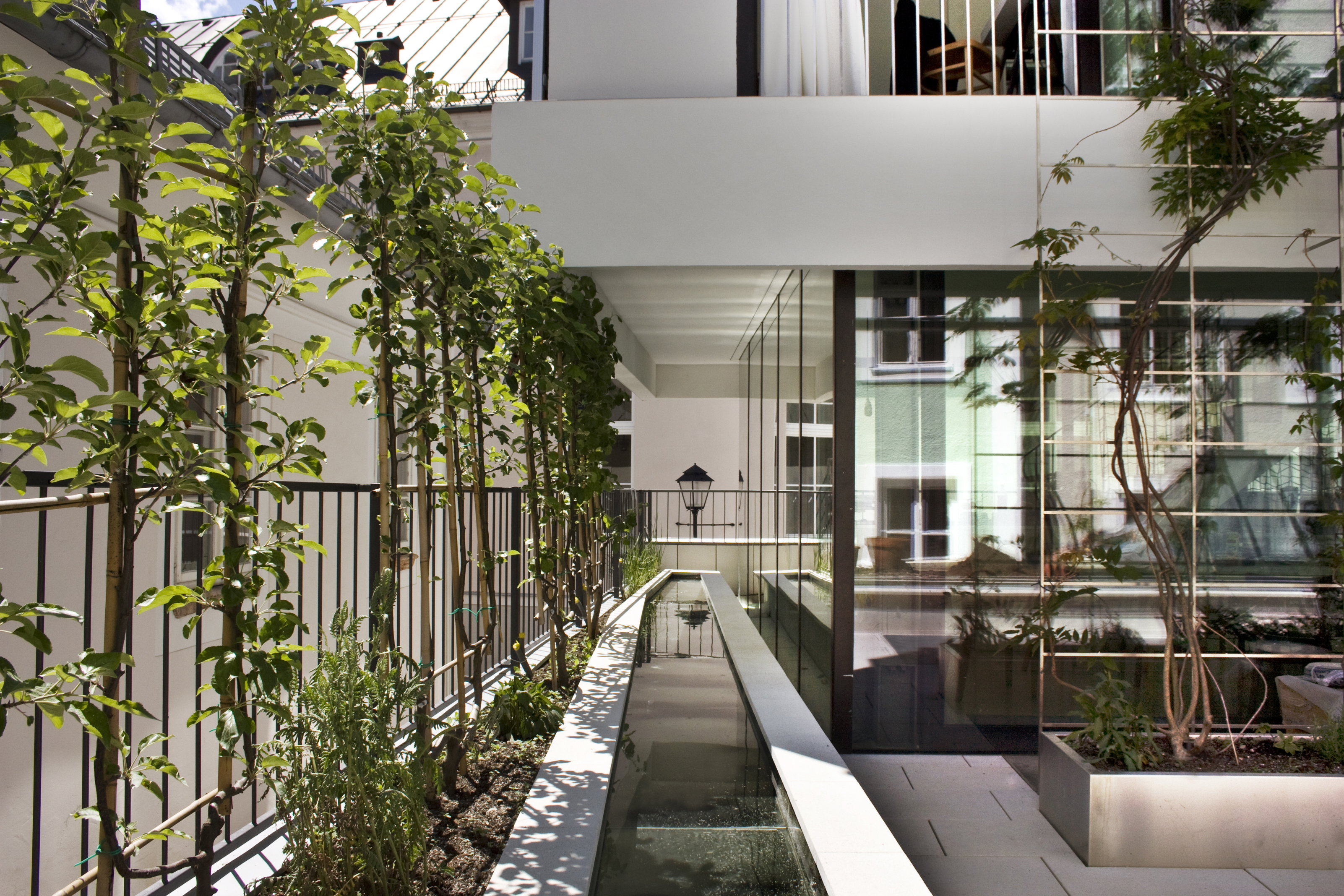
Wohn- und Atelierhaus Lechner in der Altstadt, 2008–2010
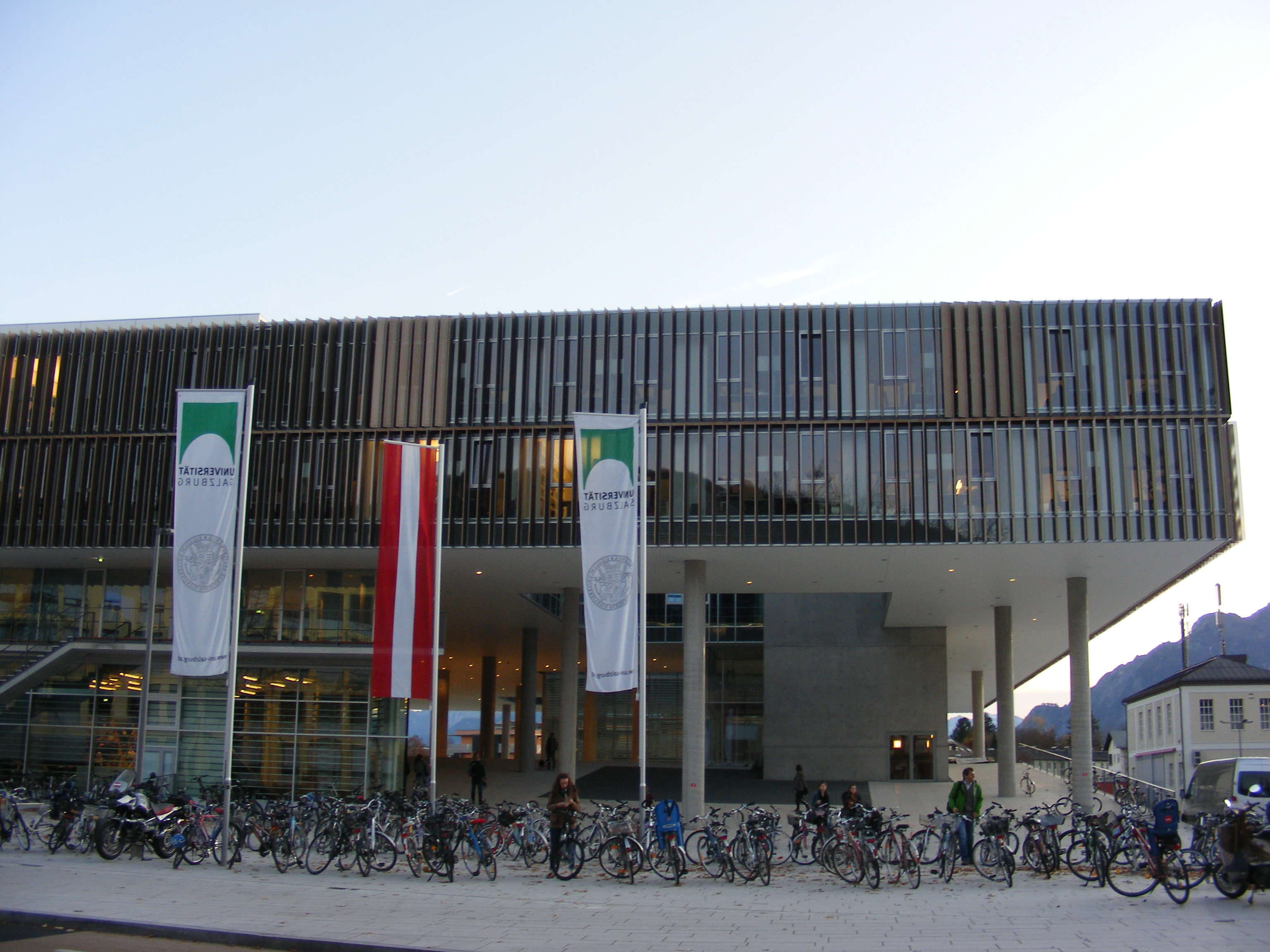
Unipark Nonntal der Universität Salzburg, 2012
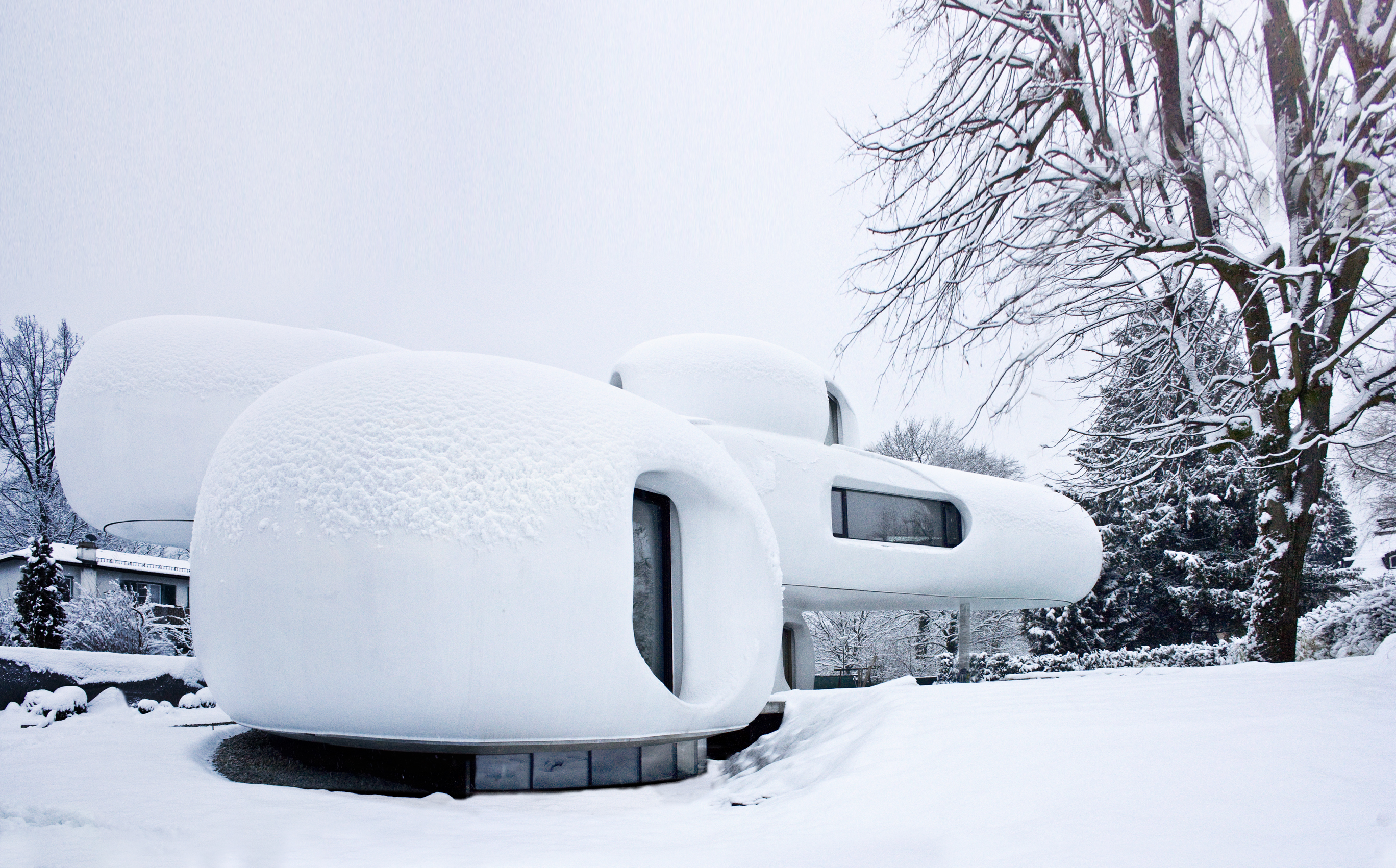
Wohnskulptur am Leopoldskroner Weiher, 2011–2013

## Liste
- Stt. … Stadtteil
- Dat. … Datierung: Planung (Ausführung); teils Wettbewerb/Planung
- Stil … stilistische Merkmale[B 1]
- Arch. … Architekt/Entwurf
- BGr. … Bauwerksgruppe, grob profan – raumgestaltend – sakral – technisch[B 2]
- DM … Denkmalschutz
- UN … UNESCO-Schutzzone:[1] K … Kernzone, P … Pufferzone, geklammert: vor Ernennung 1996 errichtet, mit Stern: Baumaßnahmen nach 1996

| Bau                                                                | Stt.                                          | Dat.                         | Stil                                | Arch./Plan.                                                              | Anm. | BGr.              | DM  | UN    |
| ------------------------------------------------------------------ | --------------------------------------------- | ---------------------------- | ----------------------------------- | ------------------------------------------------------------------------ | --- | ----------------- | --- | ----- |
| Druck- und Verlagsgebäude Kiesel                                   | Elisabeth-Vorstadt                            | (1924–1926)                  | Neue Sachlichkeit / Jugendstil      | Wunibald Deininger                                                       | Umbau Wilhelm Holzbauer 1987–1989                                                                                          | Gew               | D   | (P)   |
| Haus für Mozart (Kleines Festspielhaus)                            | Linke Altstadt                                | (1925/1926)                  | Klassische Moderne                  | Eduard Hütter / Clemens Holzmeister                                      | Umbauten Holzmeister 1936, Benno von Arent 1938, Hans Hofmann/Erich Engels 1963, Wilhelm Holzbauer/François Valentiny 2006 | ÖffÖff            | D   | (K)** |
| Roittner Turnhalle                                                 | Schallmoos West                               | 1925 (1927)                  | Heimatschutzstil                    | Wunibald Deininger                                                       | | ÖffSpo            |     | (P)   |
| Sanatorium Wehrle                                                  | Neustadt                                      | (1926)                       | Neue Sachlichkeit                   | Wunibald Deininger                                                       | verändert | ÖffÖff            |     | (P)   |
| Salzburger Rettungsheim                                            | Schallmoos Ost                                | (1927–1928)                  | Neue Sachlichkeit                   | Wunibald Deininger                                                       | mit Museum der Rettungsgesellschaft                                                                                        | ÖffÖff            |     | (P)   |
| Bezirksgericht (Polizeidirektion)                                  | Inneres Nonntal                               | (1930)                       | Klassische Moderne                  | Wunibald Deininger                                                       | Umbau HALLE 1 1999–2001 (2001–2002, Minimalismus)                                                                          | ÖffÖff            |     | (P)*  |
| Landestheater                                                      | Rechte Altstadt                               | (1938–1939)                  |                                     | Paul Geppert d. J., Josef Holzinger                                      | Umbau des neobarocken Theaters von 1892–1893                                                                               | ÖffÖff            | D   | (K)*  |
| Elisabeth-Kirche (Europ. Friedenskirche)                           | Elisabeth-Vorstadt                            | (1953–1955)                  | Rationalismus                       | Bruno Apollonj Ghetti                                                    | Interieur, außen neohistoristisch                                                                                          | Ki                |     |       |
| BG Nonntal (Josef-Preis-Allee, Karlheinz-Böhm-Gymnasium)           | Inneres Nonntal                               | 1953 (1953–1955)             | Funktionalismus                     | Wilhelm Hubatsch, Hans Riedl                                             | Revitalisierung Hansjürg Zeitler 1993 (1996–1999, 2004)                                                                    | ÖffÖff            |     |       |
| Parscher Kirche (Zum Kostbaren Blut)                               | Parsch Süd                                    | 1953 (1956)                  | Kirchenmoderne                      | Arbeitsgruppe 4                                                          | Umbau eines Stalles | Ki                | D   |       |
| Großes Festspielhaus                                               | Linke Altstadt                                | 1955 (1956–1960)             | Klassische Moderne                  | Clemens Holzmeister                                                      | Umbau der Hofstallungen von 1606/07                                                                                        | ÖffÖff            | D   | (K)*  |
| Hotel Europa                                                       | Elisabeth-Vorstadt                            | 1955 (1957)                  | Internationalismus                  | Josef Becvar                                                             | Sanierung 1999 | ÖffGast           |     | (P)*  |
| Lehener Kirche (Vinzenz Pallotti)                                  | Lehen                                         | Mitte 1950er (1962–1965)     | Kirchenmoderne                      | Alfred Brandstätter                                                      | | Ki                |     |       |
| Altes Kongresshaus Salzburg †                                      | Neustadt                                      | (1957)                       | Nachkriegsmoderne                   | Max Fellerer, Eugen Wörle, Otto Prossinger, Felix Cevela                 | 1998 abgerissen | ÖffÖff            |     | (P)†  |
| Gottessiedlung                                                     | Salzburg Süd, Herrnau                         | (1958–1962)                  | Kirchenmoderne                      | Robert Kramreiter                                                        | Kloster der Eucharistieschwestern 1960, Pfarrkirche Hl. Erentrudis 1962                                                    | Ki                | D   |       |
| Kolleg St. Josef                                                   | Aigen Mitte                                   | 1961 (1964)                  | Kirchenmoderne                      | Arbeitsgruppe 4                                                          | | Ki                | D   |       |
| Pfarrkirche Gneis (Johannes Capistran)                             | Kirchensiedlung Gneis                         | (1964–1966)                  | Kirchenmoderne                      | Erich Gerlich                                                            | | Ki                | D   |       |
| Headquarters Volksbank Salzburg                                    | Elisabeth-Vorstadt                            | 1965                         | Nachkriegsmoderne                   | Josef Hawranek                                                           | Erweiterungen Luigi Blau 1988, BKK-3 2004 (2005–2007)                                                                      | Gew               |     | (P)*  |
| Kath. Pfarrzentrum mit Herz-Mariä-Kirche                           | Taxham                                        | 1966(–68)                    | Kirchenmoderne                      | Franz Wagner                                                             | | Ki                | D   |       |
| Felsenreitschule                                                   | Linke Altstadt                                | (1968–1970)                  | Klassische Moderne                  | Clemens Holzmeister                                                      | Umbau der barocken Tribünenanlage von 1693; Mobiles Dach HALLE 1 2011                                                      | ÖffÖff            | D   | (K)** |
| ORF – Landesstudio Salzburg                                        | Äußeres Nonntal                               | (1968–1972)                  | Strukturalismus                     | Gustav Peichl                                                            | | ÖffÖff            | D   | (P)   |
| Matthäus-Kirche (Ev. Pfarrkirche)                                  | Taxham                                        | (1969)                       | Kirchenmoderne                      | Eugen Salpius, Hans Laimer                                               | | Ki                | D   |       |
| HAK/HASCH I und II Salzburg                                        | Lehen                                         | (1969–1971)                  | Funktionalismus                     | Wolfgang Soyka, H. Rauth-Maiacher                                        | Erweiterung und Sanierung one room huber/meinhart 2000–2001/2003–07 (2004–2007)                                            | ÖffÖff            |     |       |
| Zentrum Gneis                                                      | Kirchensiedlung Gneis                         | (1971)                       | Strukturalismus                     | Hans Laimer, Jungwirth & Unterberger                                     | | ÖffWoh            |     |       |
| ÖFAG – Ausstellungshalle und Bürohaus                              | Altmaxglan                                    | (1972–1974)                  | Minimalismus                        | Gerhard Garstenauer                                                      | | Gew               |     |       |
| Universität Salzburg – Naturwiss. Fakultät                         | Äußeres Nonntal                               | 1973–1982 (1982–1986)        | Postmoderne                         | Architektengruppe Universität Salzburg                                   | | ÖffÖff            |     | (P)   |
| Residenzverlag (ehemalige Feigenkaffeefabrik)                      | Inneres Parsch                                | (1977)                       | Strukturalismus                     | Wilhelm Holzbauer                                                        | Umbau und Erweiterung | Gew               |     |       |
| Altstadtuniversität – Kapitelhäuser                                | Linke Altstadt                                | 1978 ff.                     | Minimalismus                        | Otto Prossinger, Martin Windisch; Franz Fonatsch; Kaschl – Mühlfellner   | Adaptierung dreier Altstadthäuser                                                                                          | ÖffÖff            | D   | (K)*  |
| Haus Garstenauer                                                   | Aigen-Abfalter                                | (1977–1978)                  | Neue Alpenarchitektur               | Gerhard Garstenauer                                                      | | ÖffWoh            |     |       |
| Pfarrzentrum und -kirche St. Martin (Neue Lieferinger Pfarrkirche) | Liefering-Lehenau                             | 1978 (1979–1980)             | Kirchenmoderne                      | Rüdiger Stelzer, Walter Hutter                                           | Pfarrhaus, -saal 1970–1972                                                                                                 | Ki                | D   |       |
| Parkhotel Brunauer                                                 | Elisabeth-Vorstadt                            | (1980)                       | Expressionismus                     | Gerhard Zobl                                                             | ehem. Mädchen-Jugendwohnheim und Jugendzentrum, Josef Brunauer Tagungs- und Stadthotel                                     | ÖffGast           |     |       |
| Wohnanlage Forellenweg                                             | Liefering Nord                                | 1983–1984 (1987–1990)        | Strukturalismus                     | Aldo Rossi, Oswald Mathias Ungers, Adolf Krischanitz                     | Projekt von insg. 7 Architektenteams                                                                                       | ÖffWoh            |     |       |
| HTBLuVA Salzburg                                                   | Itzling Mitte                                 | (1985)                       | Funktionalismus                     |                                                                          | Sanierung und Erweiterung Kleboth Lindinger Dollnig 2007 (2012)                                                            | ÖffÖff            |     |       |
| Südtirolerplatz und Lokalbahnstation                               | Elisabeth-Vorstadt                            | 1986 (2000–2002)             | Strukturalismus                     | Joachim Schürmann                                                        | Neugestaltung und Untergrundbau, nur teilweise umgesetzt                                                                   | ÖffÖff            |     | P     |
| Hans Sachshof                                                      | Lehen                                         | 1986/87 (1987–1988)          | Strukturalismus                     | Diener & Diener                                                          | 3 Bauten | ÖffWoh            |     |       |
| Lehrbauhof (Bauakademie)                                           | Leopoldskron-Obermoos                         | 1986/87 (1988–1989)          | Funktionalismus                     | Michael Alder, Hanspeter Müller                                          | | ÖffÖff            |     |       |
| Techno Z                                                           | Itzling Mitte                                 | 1988 ff                      | Minimalismus                        |                                                                          | Erweiterungen Michael Loudon 1996 (1996–1998)                                                                              | Gew               |     |       |
| Wohnanlage Ratsbriefstraße                                         | Schallmoos Ost                                | (1989)                       | Solares Bauen                       | Helmuth Freund                                                           | | ÖffWoh            |     |       |
| Umspannwerk Mitte                                                  | Elisabeth-Vorstadt                            | 1989 (1992–1995)             | Minimalismus                        | Bétrix & Consolascio, Eric Maier                                         | beim Heizkraftwerk Mitte, Rauchgas-Reinigungsanlage derselben Architekten 1987                                             | Tech / Gew        |     |       |
| Zentrum Herrnau                                                    | Salzburg Süd, Herrnau                         | 1989–1994 (1992–1994)        | Funktionalismus                     | Ernst Hoffmann                                                           | Bebauungskonzept | Raum              |     |       |
| Wüstenrot Versicherungs-Center                                     | Salzburg Süd, Josefiau                        | (1990–1991)                  | Expressionismus                     | Josef Lackner                                                            | | Gew               |     |       |
| Hauptfeuerwache                                                    | Altmaxglan                                    | (1991–1993)                  | Funktionalismus                     | Ernst Hoffmann                                                           | | ÖffÖff            |     |       |
| Salzburger Blumenhof                                               | Maxglan West, Kendlersiedlung                 | 1991 (1992–1994)             | Organisches Bauen                   | Wimmer Zaic Architekten                                                  | | Gew               |     |       |
| Das Blaue Haus                                                     | Innere Riedenburg                             | 1992 (1991–1992)             | Strukturalismus                     | HALLE 1, Christian Seethaler                                             | | ÖffWoh / Gew      |     |       |
| Heizkraftwerk Nord                                                 | Itzling, Wasserfeldsiedlung                   | 1992 (1992–1995)             | Postmoderne                         | Bétrix & Consolascio, Eric Maier                                         | Block I, II | Tech              |     |       |
| Wohnanlage Loig                                                    | Maxglan West, Loig                            | 1992/94 (1994–1996)          | Strukturalismus                     | HALLE 1                                                                  | | ÖffWoh            |     |       |
| Kindergarten Aigen X                                               | Aigen-Glas                                    | 1992 (1997–1998)             | Strukturalismus                     | Max Rieder                                                               | | ÖffÖff            |     |       |
| Pfarrkirche St. Paul                                               | Riedenburg-St. Paul                           | (1993–1995)                  | Kirchenmoderne                      | Erio K. Hoffmann, Adalbert Rothenthal                                    | | Ki                |     |       |
| Zentrum Maxglan (Siezenheimer Kreuzung)                            | Kirchenviertel Maxglan                        | 1993/96 (1999–2001)          | Strukturalismus                     | lankmayer staebner wieser architektur                                    | Bebauungskonzept nur teilweise umgesetzt                                                                                   | Raum              |     |       |
| Solarsiedlung Gneis-Moos                                           | Leopoldskronerweiher-Siedlung                 | 1993–1998 (1998–2000)        | Solares Bauen                       | Georg W. Reinberg                                                        | | ÖffWoh            |     |       |
| Einkaufszentrum Europark                                           | Taxham                                        | 1994 (1995–1997)             | Strukturalismus                     | Massimiliano Fuksas                                                      | Erweitungsbauten derselben Architekten 2003–2005                                                                           | Gew               |     |       |
| Porsche Austria                                                    | Schallmoos West                               | 1995 (1997)                  | Strukturalismus                     | Eduard Widmann, Anna Detzlhofer                                          | | Gew               |     |       |
| Heizkraftwerk Mitte                                                | Elisabeth-Vorstadt                            | 1995 (1999–2003)             | Brutalismus                         | Bétrix & Consolascio, Eric Maier                                         | Betriebsgebäude derselben Architekten 2000 (2003)                                                                          | Tech              |     |       |
| LKA Salzburg – Chirurgie West                                      | Mülln, Johannesspital                         | 1995/96 (1998–2001)          | Strukturalismus                     | Markus Pernthaler, Reinhold Tinchon                                      | | ÖffÖff            |     | P     |
| Neues Kongresshaus Salzburg                                        | Neustadt                                      | 1995–1998 (1999–2001)        | Funktionalismus                     | Friedrich Brandstätter, Ernst Maurer                                     | | ÖffÖff            |     |       |
| Zentrale der Salzburg AG (SAFE)                                    | Schallmoos West                               | (1996)                       | Strukturalismus                     | Wilhelm Holzbauer                                                        | | Gew               |     | (P)   |
| Zubau Haus Sailer                                                  | Morzg                                         | 1996(–97)                    | Minimalismus                        | Bulant & Wailzer                                                         | reiner Glasbau | ÖffWoh            |     |       |
| Umspannwerk West                                                   | Maxglan-Riedenburg                            | 1996 (1997–1999)             | Minimalismus                        | Bétrix & Consolascio, Eric Maier                                         | | Tech              |     |       |
| Wohnanlage Michael-Pacher-Straße                                   | Salzburg Süd, Herrnau                         | 1996/97 (1998–1999)          | Strukturalismus                     | Wimmer Zaic Architekten                                                  | | ÖffWoh            |     |       |
| Modellwohnbau Stieglgründe                                         | Maxglan-Riedenburg                            | 1996/98 (2000–2002)          | Strukturalismus                     | One Architecture; archsolar, Wolfgang Schwarzenbacher, Werner Oberholzer | Bebauungskonzept | ÖffWoh            |     |       |
| Wohnanlage Oasis                                                   | Maxglan-Riedenburg                            | 1996–1999 (1999–2000)        | Strukturalismus                     | Wolfgang Tschapeller, Hans Peter Wörndl, Max Rieder                      | | ÖffWoh            |     |       |
| Kindergarten Sam Alterbach                                         | Langwied-Sam                                  | 1996 / 2001–2002 (2002–2003) | Strukturalismus                     | architekten mayer + seidl                                                | Holzbau | ÖffÖff            |     |       |
| Truckterminal Lagermax                                             | Taxham                                        | 1997 (1997–1999)             | Minimalismus                        | kadawittfeldarchitektur                                                  | | Gew               |     |       |
| Holzwohnbau Glantreppelweg                                         | Maxglan West, Kendlersiedlung                 | 1997 (1998–1999)             | Funktionalismus                     | HALLE 1                                                                  | Holzbau | ÖffWoh            |     |       |
| Studentenheim Glockengasse                                         | Neustadt                                      | (1997–1999)                  | Strukturalismus                     | Peter Ebner, Günter Eckerstorfer                                         | | ÖffWoh            |     | P     |
| Cineplexx Salzburg City                                            | Elisabeth-Vorstadt                            | 1997 (1999–2001)             | Postmoderne                         | Rüdiger Lainer + Partner                                                 | | ÖffÖff            |     |       |
| Kinder- und Jugendhort Taxham                                      | Taxham                                        | 1998 (1999–2000)             | Strukturalismus                     | Maria Flöckner und Hermann Schnöll                                       | | ÖffÖff            |     |       |
| PÄDAK Salzburg – Bibliothek                                        | Äußeres Nonntal                               | 1998 (1999–2002)             | Strukturalismus                     | fasch&fuchs                                                              | Umbau eines Hallenbadtrakts der 1960er                                                                                     | ÖffÖff            |     | P     |
| Museum der Moderne Mönchsberg                                      | Linke Altstadt, Mönchsberg                    | 1998/99 (2002–2004)          | Minimalismus                        | Friedrich Hoff Zwink Architekten                                         | ehemals Café Winkler (1946)                                                                                                | ÖffÖff            |     | K     |
| ARGEkultur Gelände                                                 | Äußeres Nonntal                               | 1998–2004 (2003–2005)        | Strukturalismus                     | ARCH+MORE                                                                | | ÖffÖff            |     | P     |
| Hangar 7 und 8                                                     | Altmaxglan                                    | 1999 (2001–2003)             | Blob-Architektur                    | Volkmar Burgstaller                                                      | | Tech / Gast       |     |       |
| Wohn- und Geschäftshaus @fallnhauser                               | Lehen                                         | 1999 (2004–2006)             | Strukturalismus / Organisches Bauen | HALLE 1                                                                  | | Gew / Woh         |     |       |
| Kinder- und Jugendhaus Liefering                                   | Liefering-Lehenau                             | 1999–2000 (2000–2001)        | Strukturalismus                     | Thomas Forsthuber                                                        | | ÖffÖff            |     |       |
| Makartsteg                                                         | Rechte Altstadt / Mülln / Neustadt            | 1999–2000 (2000–2001)        | Organisches Bauen                   | HALLE 1                                                                  | | Tech              |     | K/P   |
| Feuerwache Schallmoos                                              | Schallmoos Ost                                | (2000)                       | Strukturalismus                     | HALLE 1                                                                  | | ÖffÖff            |     | P     |
| Kindergarten Gebirgsjägerplatz                                     | Elisabeth-Vorstadt                            | 2000 (2001)                  | Strukturalismus                     | HALLE 1                                                                  | | ÖffÖff            |     | P     |
| Quartier Bruderhof                                                 | Neustadt                                      | 2000–2002 (2001–2003)        | Minimalismus                        | Thomas Forsthuber, Christoph Scheithauer                                 | | ÖffWoh / Gew      |     | K     |
| Wohnanlage Welser Straße                                           | Altmaxglan                                    | 2000 (2002–2004)             | Strukturalismus                     | one room huber/meinhart                                                  | | ÖffWoh            |     |       |
| Gartenstadt Aigen X (IV)                                           | Aigen-Glas                                    | 2000 (2005)                  | Strukturalismus                     | Thomas Forsthuber, Christoph Scheithauer, Wimmer Zaic Architekten        | | ÖffWoh            |     |       |
| Haus der Stadtgeschichte                                           | Neustadt                                      | 2000–2003 (2001–2003)        | Minimalismus                        | kofler architects                                                        | | ÖffÖff            |     | P     |
| S-Bahn-Station Gnigl (Schwabenwirtsbrücke)                         | Schallmoos Ost / Gnigl-Neuhauserfeld          | 2001 (2002–2003)             | Regionalismus                       | HALLE 1                                                                  | Adaptation eines Grundplans der ÖBB, weitere baugleiche Hst. geplant                                                       | Tech              |     |       |
| Autohaus Pappas                                                    | Maxglan West                                  | 2001 (2004–2006)             | Dekonstruktivismus                  | kadawittfeldarchitektur                                                  | | Gew               |     |       |
| Hauptbahnhof                                                       | Elisabeth-Vorstadt                            | 1999/2000 (bis 2014)         | Strukturalismus                     | kadawittfeldarchitektur                                                  | Umbau des 1907–1909 errichteten Baues                                                                                      | ÖffÖff            | D   | (P)*  |
| City 11                                                            | Schallmoos West                               | 2001–2003 (2002–2004)        | Strukturalismus                     | HALLE 1                                                                  | | Gew / Woh         |     | P     |
| Salzburg Museum in der Neuen Residenz                              | Linke Altstadt                                | 2001–02 / 02–04 (2003–2005)  | Minimalismus                        | Architekten Kaschl – Mühlfellner                                         | Umbau der Residenz des 16./17. Jh.                                                                                         | ÖffÖff            | D   | (K)** |
| Neue Mitte Lehen                                                   | Lehen                                         | 2002–2003 (2008)             |                                     | HALLE 1                                                                  | Stadtbibliothek Salzburg, gewerbliche und Wohnobjekte, Platz und Park                                                      | ÖffÖff / Woh/Raum |     |       |
| Wohnanlage Samer Mösl                                              | Langwied                                      | 2002–2003/–06 (2005–2006)    | Ökologisches Bauen                  | sps-architekten                                                          | Passivhauswohnanlage in Holzbauweise                                                                                       | ÖffWoh            |     |       |
| Eisenbahnbrücke                                                    | Elisabeth-Vorstadt / Lehen / Mülln / Neustadt | 2002–2005 (2004–2009)        | Strukturalismus                     | HALLE 1                                                                  | | Tech              |     | P     |
| Universität Mozarteum Salzburg                                     | Rechte Altstadt                               | 2002–2006 (2004–2006)        | Minimalismus                        | Robert Rechenauer                                                        | | ÖffÖff            | (D) | K     |
| IM/31 – Alte Diakonie                                              | Altstadt-Innerer Stein                        | 2003 (2006–2008)             | Strukturalismus                     | HALLE 1                                                                  | | ÖffWoh            |     | K     |
| Hofstallgasse                                                      | Linke Altstadt                                | 2003/05–06 (2006)            | Strukturalismus                     | one room huber/meinhart                                                  | Neugestaltung | Raum              |     | K(*)  |
| Furtwänglergarten                                                  | Linke Altstadt                                | 2003/07 (2008)               | Minimalismus                        | Auböck + Kárász                                                          | Neugestaltung | Raum              |     | K(*)  |
| Universität Salzburg – ICT&S Center                                | Linke Altstadt                                | (2004)                       | Funktionalismus                     | Ursula Spannberger                                                       | Umbau eines Wohnhauses des 13. Jh.                                                                                         | ÖffÖff            | D   | (K)** |
| Gusswerk                                                           | Kasern                                        | (2004 ff)                    | Strukturalismus                     | LP architektur, hobby a., Thomas Forsthuber, Christoph Scheithauer       | Revitalisierung Glockengießerei Oberascher                                                                                 | Gew               |     |       |
| Seniorenwohnheim Hellbrunn                                         | Äußeres Nonntal                               | 2004 (2005–2007)             | Strukturalismus                     | lechner–lechner–schallhammer                                             | Ergänzungsbau zur ehem. Kaserne, heute Haupthaus (D); Passivbauweise, Erweiterung geplant                                  | ÖffWoh            |     | P     |
| Wohnanlage Sonnenpark                                              | Aigen-Glas                                    | 2004 (2009)                  | Solares Bauen                       | archsolar                                                                | einschließlich Landschaftsgestaltung und Renaturierungen, Othmar Stöckl                                                    | ÖffWoh            |     |       |
| Bausparkasse Wüstenrot AG – Zentrale Salzburg                      | Salzburg Süd, Herrnau                         | 2004–2005 (2005)             | Dekonstruktivismus                  | strobl architekten ZT GmbH                                               | Neugestaltung | Gew               |     |       |
| Hochwasserschutz Elisabethkai                                      | Elisabeth-Vorstadt                            | 2004–2005 (2005–2006)        | Strukturalismus                     | Dobrzanski Harry, Hannes Krauss                                          | | Land / Tech       |     | P     |
| Magazin                                                            | Äußeres Mülln                                 | 2004                         | Strukturalismus                     | Planquadr.at                                                             | Umbau zweier Häuser 18. und 19. Jh. und Stollenanlage Mönchsberg                                                           | ÖffGast           |     | P     |
| Logistikzentrum Alpenmilch Salzburg                                | Itzling Mitte                                 | 2005 (2007–2008)             | Minimalismus                        | gharakhanzadeh sandbichler architekten zt, SHIBUKAWA EDER Architects     | | Gew               |     |       |
| Unipark Nonntal                                                    | Äußeres Nonntal                               | 2005/07–11 (2011)            | Strukturalismus                     | Storch Ehlers Partner                                                    | | ÖffÖff            |     | P     |
| Business Boulevard                                                 | Schallmoos Ost                                | (2006)                       | Minimalismus                        | Thomas Müller Ivan Reimann                                               | | Gew               |     | P     |
| Pfarrzentrum und -kirche St. Severin                               | Langwied-Sam                                  | (2006)                       | Kirchenmoderne                      | Peter Schuh                                                              | | Ki                |     |       |
| Bürohaus Rainbergstraße                                            | Innere Riedenburg                             | 2007                         | Strukturalismus                     | Architekten Kaschl – Mühlfellner                                         | | Gew               |     | P     |
| Haus der Natur                                                     | Linke Altstadt                                | (2008)                       | Strukturalismus / Organisches Bauen | Fritz Lorenz                                                             | Entree und Erschließung zweier Altstadthäusern                                                                             | ÖffÖff / Raum     | (D) | K(*)  |
| Sportzentrum Mitte                                                 | Äußeres Nonntal                               | (2008)                       | Minimalismus                        | Andy Senn                                                                | | ÖffSpo            |     | P     |
| Bahnhofsquartier, Postareal                                        | Elisabeth-Vorstadt                            | (2009)                       | Postmoderne                         | kofler architects, strobl architekten ZT GmbH                            | GKK, EKZ, Hotel-, Wohn- und Bürogebäude                                                                                    | Gew / Woh / Raum  |     |       |
| Lexus Hall Salzburg (Autohaus Toyota Frey)                         | Aigen Mitte                                   | (2009)                       | Organisches Bauen                   | Volkmar Burgstaller                                                      | | Gew               |     |       |
| Wohnhaus und Büro Priesterhausgasse                                | Rechte Altstadt                               | (2010)                       | Strukturalismus                     | lechner–lechner–schallhammer                                             | | ÖffWoh / Gew      |     | K     |
| Rathaus Umbau und Sanierung                                        | Linke Altstadt                                | 2011–2012 (2010)             |                                     | Max Rieder, Erich Wagner                                                 | Sanierung und barrierefreier Umbau des aus dem 14. Jahrhundert stammenden denkmalgeschützten Gebäudes in der Getreidegasse | ÖffÖff            | D   | (K)** |
| Kongressmessehalle                                                 | Liefering                                     | 2012                         |                                     | kadawittfeldarchitektur                                                  | Messehalle 10 mit Kongressbereich                                                                                          | Gew               |     |       |
| Wohnskulptur am Leopoldskroner Weiher                              |                                               | 2013                         | Blob-Architektur                    | lechner–lechner–schallhammer                                             | | ÖffWoh            |     |       |
| Wasserkraftwerk Sohlstufe Salzach                                  | Lehen                                         | 2007–2012 (2010–2013)        | Skulpturale Architektur             | Max Rieder, Erich Wagner                                                 | Flusskraftwerk Salzach | ÖffTech           |     |       |

Anmerkungen:
1. 1 2 3 4 5 6 7 8 9 10 11 12 13 14  
Gerhard Sailer, Heinz Lang
2. 1 2  
Johannes Spalt, Friedrich Kurrent, Wilhelm Holzbauer, Otto Leitner (Clemens Holzmeister-Schüler)
3. ↑  Franz Sumnitsch, Johann Winter
4. 1 2 3  
Karl Meinhart, Georg Huber
5. ↑  Stefan K. Hübner (Federführung), Wilhelm Holzbauer, Georg Ladstätter, Heinz Marschalek, Heinz Ekhart
6. 1 2 3  
Heide Mühlfellner, Reiner Kaschl
7. ↑  Andreas Kleboth, Klaus Lindinger, Gerhard Dollnig, Thomas Schwarz
8. 1 2 3  
Robert Wimmer, seit 1997 mit Michael Zaic
9. ↑  Will Lankmayer, Ulrich Staebner, Johann Michael Wieser
10. ↑  Aneta Bulant-Kamenova, Klaus Wailzer
11. ↑  Joost Meuwissen, Matthiijs Bouw
12. 1 2 3  
heute Schwarzenbacher Architektur ZT GmbH, Wolfgang Schwarzenbacher
13. ↑  Christian Mayer, Franz Seidl
14. 1 2 3 4  
Klaus Kada, Gerhard Wittfeld
15. ↑  Hemma Fasch, Jakob Fuchs
16. ↑  Klaus Friedrich, Stefan Hoff, Stefan Zwink
17. ↑  Gerhard Kopeinig, Gerhard Kresitschnig
18. ↑  Ludwig Kofler
19. ↑  
Simon Speigner
20. 1 2 3 4  
Christine Lechner, Horst Lechner, Johannes Schallhammer
21. 1 2  
Michael Strobl
22. ↑  Planquadr.at Baumanagement GmbH: Thomas Wizany
23. ↑  Feria Gharakhanzadeh, Bruno Sandbichler
24. ↑  Misa Shibukawa, Raphael Eder
25. ↑  Thomas Müller Ivan Reimann Ges. von Architekten mbH: Thomas Müller, Ivan Reimann
26. ↑  Ludwig Kofler

1. ↑  Zuordnung zu den Großgruppen Funktionalismus, Minimalismus und Strukturalismus grob nach Augenschein
2. ↑  Bauwerksgruppen folgen dem üblichen Schema, nach dem auch denkmalgeschützte Bauten etwa seitens des Bundesdenkmalamts klassiert werden
3. ↑  nur Foyer und Bühnenhaus
4. 1 2  Initiativprojekte und Kapitelhaus, Kapitelgasse 4 (D): Prossinger, Windisch / Salm-Firmian-Kanonikalhaus, Kapitelgasse 5–7 (D); Fonatsch / Domdechantei, Kapitelgasse 6 (D): Kaschl-Mühlfellner
5. ↑  teilweise; Jahr der UNESCO-Unterschutzstellung
6. ↑  Grenze der Kernzone
7. ↑  nur der Altbau
8. ↑  das ehem. Ursulinenkloster